# کرالوسکی خلمتس
کرالوسکی خلمتس (به مجاری: Királyhelmec) یک شهرک با جمعیت ۷٬۳۹۸ نفر که در Trebišov District، اسلواکی واقع شده‌است.